# Museo de Arte Kunsthal
El museo Kunsthal es obra del arquitecto Rem Koolhaas, situado en la ciudad de Róterdam está dedicado al arte contemporáneo en todas sus formas. Fue fundado en 1992 en Museumpark, Westzeedijk 341, 3015 AA Róterdam. 

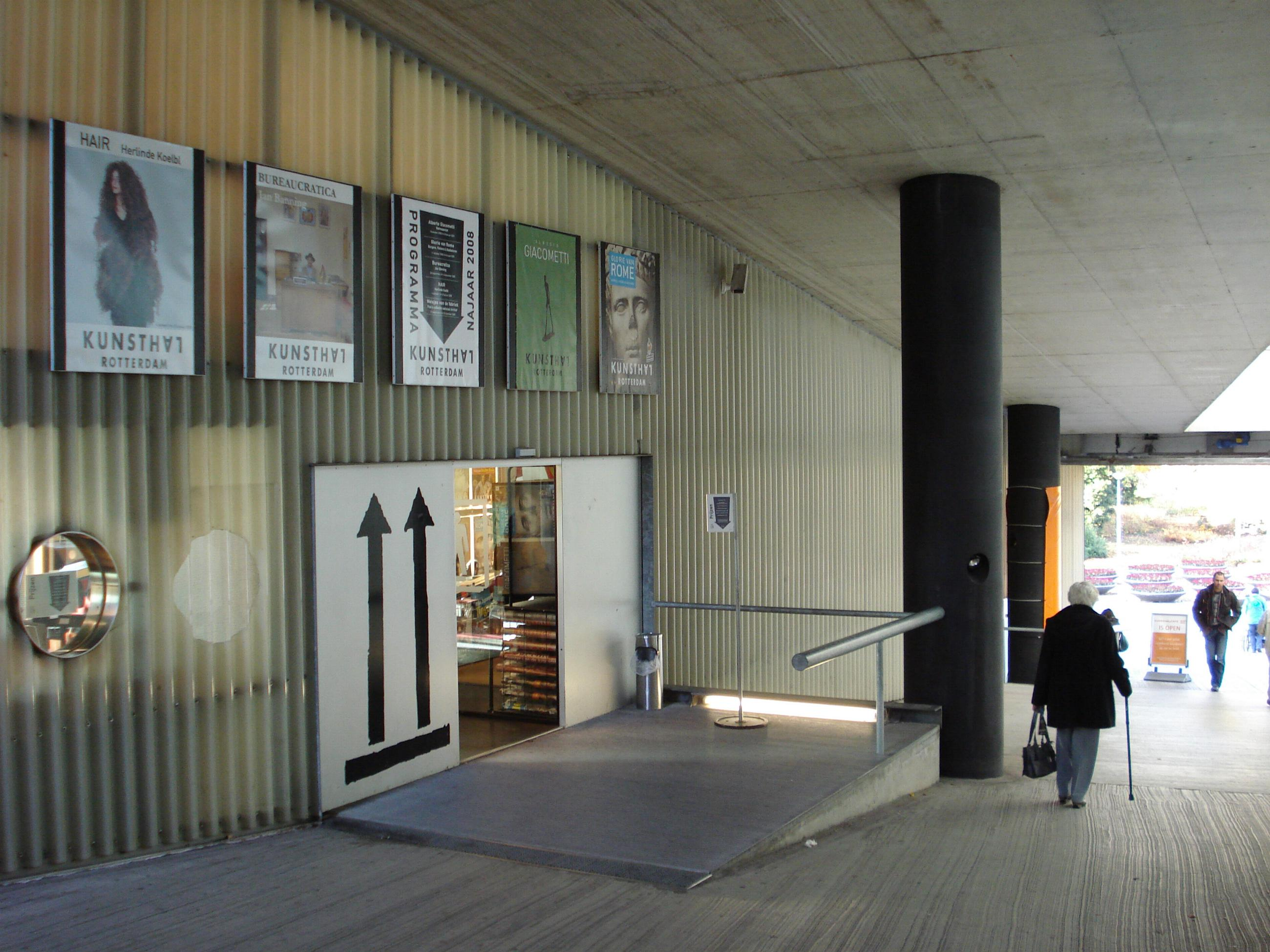
Interior del museo.

El edificio fue concebido como un cuadrado atravesado por dos rutas, por un lado una carretera que controla de E-O, paralela al Maasboulevard, y por otro una rampa pública que amplía el eje N-S de la zona arbolada.
Con este planteamiento quedaba un polígono circunscrito sobre una intersección que lo dividía en cuatro partes. El desafío era cómo diseñar un edificio como cuatro proyectos autónomos, una secuencia de experiencias contradictorias que sin embargo formarían una espiral continua, en otras palabras, cómo imaginarse una hélice en cuatro cuadrados separados.
La noche del 15 de octubre de 2012, varios cuadros de considerable valor fueron robados del museo. Por esos días, se estaba presentando una exposición de diversos artistas famosos, incluyendo a Pablo Picasso, Vincent Van Gogh, Marcel Duchamp y Piet Mondriaan.